# عمر خورشید
عمر خورشید (انگلیسی: Omar Khorshid; ۹ اکتبر ۱۹۴۵ – ۲۹ مهٔ ۱۹۸۱) موسیقیدان، آهنگساز و هنرپیشه اهل مصر بود. او یک گیتاریست معروف شناخته می‌شود که با اکثر خواننده‌ها فعالیت مشترک داشته‌است.